# Pyhäntä
Pyhäntä is een gemeente in de Finse provincie Oulu en in de Finse regio Noord-Österbotten. De gemeente heeft een landoppervlakte van 810,2 km² en telt 1.635 inwoners (2022).